# Scrophularia merxmuelleri
Scrophularia merxmuelleri är en flenörtsväxtart som beskrevs av J. Grau och W. Lippert. Scrophularia merxmuelleri ingår i släktet flenörter, och familjen flenörtsväxter. Inga underarter finns listade i Catalogue of Life.